# Американо-узбекистанские отношения
Американо-узбекистанские отношения — двусторонние дипломатические отношения между США и Узбекистаном. Помимо двухстороннего сотрудничества Узбекистан взаимодействует с США в формате 5+1.

## История
Двусторонние отношения были установлены 19 февраля 1992 года. С 1992 года Соединенные Штаты и Узбекистан сотрудничают в таких областях, как: программа пограничной и региональной безопасности, экономические отношения, вопросы политики и гражданского общества, обучение населения Узбекистана английскому языку. Узбекистан является важным партнёром США в обеспечении стабильности, процветания и безопасности в регионе Центральной Азии, США предоставляют Узбекистану помощь в сфере безопасности для продвижения этих целей. Региональные угрозы включают в себя: незаконное распространение наркотиков, торговлю людьми, терроризм и экстремизм. Узбекистан является ключевым партнёром для миротворческих сил НАТО в Афганистане, в первую очередь путём предоставления в пользование электроэнергии и железнодорожной инфраструктуры.
С 2001 года, когда после терактов 11 сентября 2001 и создания под эгидой США «глобальной антитеррористической коалиции» Узбекистан поддержал США в их антитеррористической кампании и предоставил свою территорию для войск США и НАТО, отношения между Узбекистаном и Западом стали тёплыми. Руководитель страны Ислам Каримов неоднократно посещал США. Узбекистан считался стратегическим партнёром США и пользовался их значительной финансовой помощью.
В Узбекистан были переброшены эскадрилья военно-транспортных самолётов C-130, около десяти вертолётов Black Hawk и около полутора тысяч военнослужащих, размещённых здесь в соответствии с двусторонним соглашением, подписанным 7 октября 2001. США фактически заново отстроили аэродром и платили за пользование базой $100 млн в год.
В июле 2004 года рядом с посольством США в Ташкенте произошёл взрыв. Граждане Соединённых Штатов не пострадали.
Спустя несколько лет бывший тогда министром обороны США Д. Рамсфелд назвал американскую реакцию на события в Андижоне одной из самых обидных, хоть и прошедших незамечено ошибок американского правительства. В своей книге воспоминаний он писал, что к протесту подтолкнули "повстанцы" из "исламистской экстремистской группы, которую обвиняли в том, что она хочет установить Исламское государство", однако в докладной записке военного разведуправления, датированной 30.07.2005, говорилось, что "ими явно руководит гнев и отчаяние из-за тяжелейших социально-экономических условий и репрессивной политики правительства, а не какая-то объединяющая экстремистская идеология". (См. .)
После того, как США потребовали от властей Узбекистана проведения независимого расследования майских событий в Андижане, в начале июля 2005 на саммите Шанхайской организации сотрудничества была принята декларация с призывом к США рассмотреть вопрос о целесообразности дальнейшего пребывания американских военных в Кыргызстане и Узбекистане. Вскоре после этого власти Узбекистана заявили, что американцы должны будут покинуть базу в течение полугода.
5 октября 2005 сенат США утвердил поправку, запрещающую в течение 2006 финансового года погашение американской задолженности Узбекистану за использование базы Карши-Ханабад в размере $23 млн, накопившейся с января 2003 по март 2005 года.
В октябре 2005 государственный секретарь США Кондолиза Райс, посетившая Кыргызстан, договорилась с президентом Курманбеком Бакиевым о переводе американского контингента из Узбекистана на авиабазу Манас в Кыргызстане. 21 ноября 2005 авиабазу покинул последний американский самолёт.
Однако уже в начале августа 2006 Узбекистан посетил помощник госсекретаря США Ричард Баучер. Он провёл двухчасовые переговоры с Исламом Каримовым. По окончании встречи Ричард Баучер заявил: «Конечно, может быть, у нас расходятся взгляды по вопросу прав человека или по тем событиям, которые произошли в Андижане. Но я думаю, что, даже несмотря на это, мы можем создать основу для нашего дальнейшего сотрудничества и можем обсудить в рамках нашего сотрудничества эти и другие вопросы… Мы прекрасно понимаем, что Узбекистан будет поддерживать свои отношения с соседними государствами — такими, как Россия, Китай, европейские страны и другими… Мы также надеемся, что мы можем оказать содействие Узбекистану найти другие возможности или другой выбор».
В 2007 году Узбекские власти прекратили деятельность Международного совета по исследованиям и обменам (IREX) и благотворительной организации по поддержке независимых СМИ («Internews Network»), отделения американского фонда «Eurasia Foundation», правозащитной организации Freedom House, представительства «Global Involvement Through Education», «Counterpart International» и «Central Asian Free Exchange». Угрожает закрытие местному представительству «Human Rights Watch».
Одновременно из Узбекистана удаляются иностранные журналисты — были лишены аккредитации журналисты радио «Свобода» и ряда других западных СМИ. Корпорация Би-би-си сама закрыла своё представительство, отреагировав таким образом на преследования, которым стали подвергаться её корреспонденты.
В начале 2010-х годов Узбекистан получает свою выгоду от транзита грузов НАТО в Афганистан. Так, США выделили около 200 млн долларов, на которые была проложена железная дорога, связавшая Мазари-Шариф и Термез.
В 2018 году в Узбекистане открылся филиал американского Вебстерского университета.

## Торговля
Экономика Узбекистана исторически базируется на сельском хозяйстве и добыче природных ресурсов. Однако, страна также остаётся крупным производителем энергии и минералов. Уран, добыча которого в стране последние годы росло, поставлялся на экспорт в том числе в США. Узбекистан подписал торговое и инвестиционное рамочное соглашение с США и другими странами Центральной Азии для создания регионального форума по обсуждению путей улучшения инвестиционного климата и расширения торговли в Центральной Азии. Узбекистан предпринял некоторые шаги в направлении присоединения к Всемирной торговой организации.